# Serbia Strong
Serbia Strong je srbska vojna pesem iz 90-ih. Znana je tudi kot »Karadžiću, vodi Srbe svoje«, »Remove Kebab« (slovensko: "Odstrani kebab") in »Bog je Srbin i on će nas čuvati« (slovensko: "Bog je Srb in on nas bo čuval").

## Nastanek
Med jugoslovanskimi vojnami so štirje pripadniki srbskih paravojaških enot – Željko Grmuša (pevec), Novislav Đajić (harmonikar), Nenad Tintor (trobentar) in Slobodan Vrga (pianist) – leta 1993 (ali 1995) napisali pesem, ki bi naj bila uporabljena kot nacionalistična pesem za vzpodbujanje morale srbskih vojakov. Poimenovali so jo "Karadžiću, vodi Srbe svoje". Posneli so jo istega leta skupaj s producentom Nikolo Jorgićem, in sicer na Plavnem.
Pesem je predana srbskim vojakom in takratnem predsedniku Republike Srpske, Radovanu Karadžiću. Govori tudi o tem, da naj se hrvaški vojaki ("ustaše") in bošnjaki ("Turki"), umaknejo, saj jih bodo Srbi skupaj s Karadžićem pokončali.
Po vojni so kaseto našli hrvaški vojaki. Vzeli so jo in poslali v arhive hrvaškega TV kanala, OtvorenaTV (sedaj znan kot Jabuka TV). OTV so v letih 2006, 2007 in 2008 organizirali tekmovanje srbskih vojnih pesmi – Četnovizijo (Četniška Evrovizija), v kateri so Serbia Strong uporabili kot intermezzo.
3. avgusta 2008 je Pavle Vranjičan, urednik OTV, na svoj YouTube kanal, ARHIVIST, objavil satirično in provokativno različico videospota, posvečeno začetku sojenja Radovana Karadžića. Na začetku videa je viden del intervjuja z Nikolo Jorgičem, "Joja, iz Doboja", in sicer del, ko reče "Citiram riječi Karadžića: Bog je Srbin i on će nas čuvati" (Slovensko: "Citiram Karadžića: Bog je Srb in on nas bo čuval"). V tej različici so vključeni tudi posnetki muslimanskih zapornikov v srbskih vojnih taboriščih.

## Uporaba
Leta 2010 je makedonski uporabnik Krautchana po imenu "Sergej" objavil video imenovan "Tupac Serbia". V videu je uporabil del 2006 Četnovizije skupaj s satirično copypasto:

REMOVE KEBAB remove kebab
you are worst turk. you are the turk idiot you are the turk smell. return to croatioa. to our croatia cousins you may come our contry. you may live in the zoo….ahahahaha ,bosnia we will never forgeve you. cetnik rascal FUck but fuck asshole turk stink bosnia sqhipere shqipare..turk genocide best day of my life. take a bath of dead turk..ahahahahahBOSNIA WE WILL GET YOU!! do not forget ww2 .albiania we kill the king , albania return to your precious mongolia….hahahahaha idiot turk and bosnian smell so bad..wow i can smell it. REMOVE KEBAB FROM THE PREMISES. you will get caught. russia+usa+croatia+slovak≈kill bosnia…you will ww2/ tupac alive in serbia, tupac making album of serbia . fast rap tupac serbia. we are rich and have gold now hahahaha ha because of tupac… you are ppoor stink turk… you live in a hovel hahahaha, you live in a yurt
tupac alive numbr one #1 in serbia ….fuck the croatia ,..FUCKk ashol turks no good i spit in the mouth eye of ur flag and contry. 2pac aliv and real strong wizard kill all the turk farm aminal with rap magic now we the serba rule .ape of the zoo presidant georg bush fukc the great satan and lay egg this egg hatch and bosnia wa;s born. stupid baby form the eggn give bak our clay we will crush u lik a skull of pig. serbia greattst countrey

Po tej objavi je "Remove Kebab" - instrumentalni del pesmi Serbia Strong - postal meme. Đajić je postal izredno popularen na 4chanu, poimenovali so ga "Dat Face Soldier" (slovensko: "vojak s tem obrazom").

## Ponovno odkritje
Julija 2018 je pianist Slobodan Vrga odkril neizmerno popularnost (in neznanje o zgodovini) njegove pesmi ter se odločil, da bo vse razložil. Na YouTube je objavil video, v opis pa je napisal zgodovino pesmi.
| Originalni tekst [Srbščina] | Prevod [Slovenščina] |
| --- | --- |
| Ovaj snimak smo odradili 1995. godine u blizini Knina na putu ka Plavnu. Zajedno smo slozili tekst. Originalni spot jos niko nije izbacio, jer je izgubljen. Ako ga pronadjemo, postavicemo ga. Pratite nas i budite prvi, koji cete ga videti. Video je nastao u vreme rata u vremenu kad su Dudakovicev i Alijin korpus krenuli da se spoje i namera nije bila mrznja vec dizanje morala. Rat je zlo svih nas i NIKADA se vise ne sme ponoviti. Nije ti neprijatelj onaj protiv koga ratujes vec ko te salje u rat. | Ta posnetek smo posneli 1995. leta v bližini Knina na poti na Plavno. Skupaj smo napisali besedilo. Originalni videospot še ni nihče našel, ker je izgubljen. Če ga najdemo, ga objavimo. Vprašajte nas in bodite prvi, da ga vidite. Video je nastal v času vojne, ko sta Dudakovičev in Alijin korpus šla, namen je bil le višanje morala. Vojna je zlo vseh nas in NIKOLI se ne sme več ponoviti. Ni ti sovražnik tisti, proti kateremu se v vojni rodiš, temveč je to on, ki te pošlje v vojno. |

## Igralci sedaj
Novislav Đajić je bil zaradi umora 14 ljudi med vojno obsojen na zapor petih let v Nemčiji, nakar je bil deportiran v drugo državo. (Slobodan Vrga trdi, da "to Novislav harmonikaš, tisto je drugi.")
Nikolo Jorgića so obsodili na doživljenjski zapor zaradi Bosanskega genocida, umrl je leta 2014.
Željko Grmuša, Slobodan Vrga in Nenad Tintor pa so še živi in svobodni.

## Streljanja v Christchurchu
Brenton Tarrant, strelec v napadih na džamije v Christchurchu, je imel frazo "Remove Kebab" napisano na enem od svojih orožij. V manifestu samega sebe imenuje "kebab removalist", v avtu je pa tudi predvajal celotno pesem. Po streljanju je bilo veliko videoposnetkov odstranjenih iz YouTuba, vključno z videi, ki so imeli preko milijon ogledov, nakar so jih uporabniki ponovno objavili z namenom "protestiranja proti cenzuri".
Po napadih je Željko Grmuša, pevec pesmi, v intervjuju dejal: "Grozno je to, kar se je zgodilo na Novi Zelandiji, seveda obsojam dejanje in žal mi je za vse nedolžne žrtve; toda on se je odločil ubijati in to bi naredil ne glede na to, katero pesem bi poslušal." Slobodan Vrga se je tudi odzval na napade: "Ne strinjam se s tem napadom ali s katerimkoli drugim napadom na nacijo ali osebo. Mogoče te pesmi ni poslušal morilec, temveč je bil umetno ustvarjen negativen scenarij proti Srbom. Vsi vemo, kateri religiji pripada največ teroristov."